# Rhona Mitra

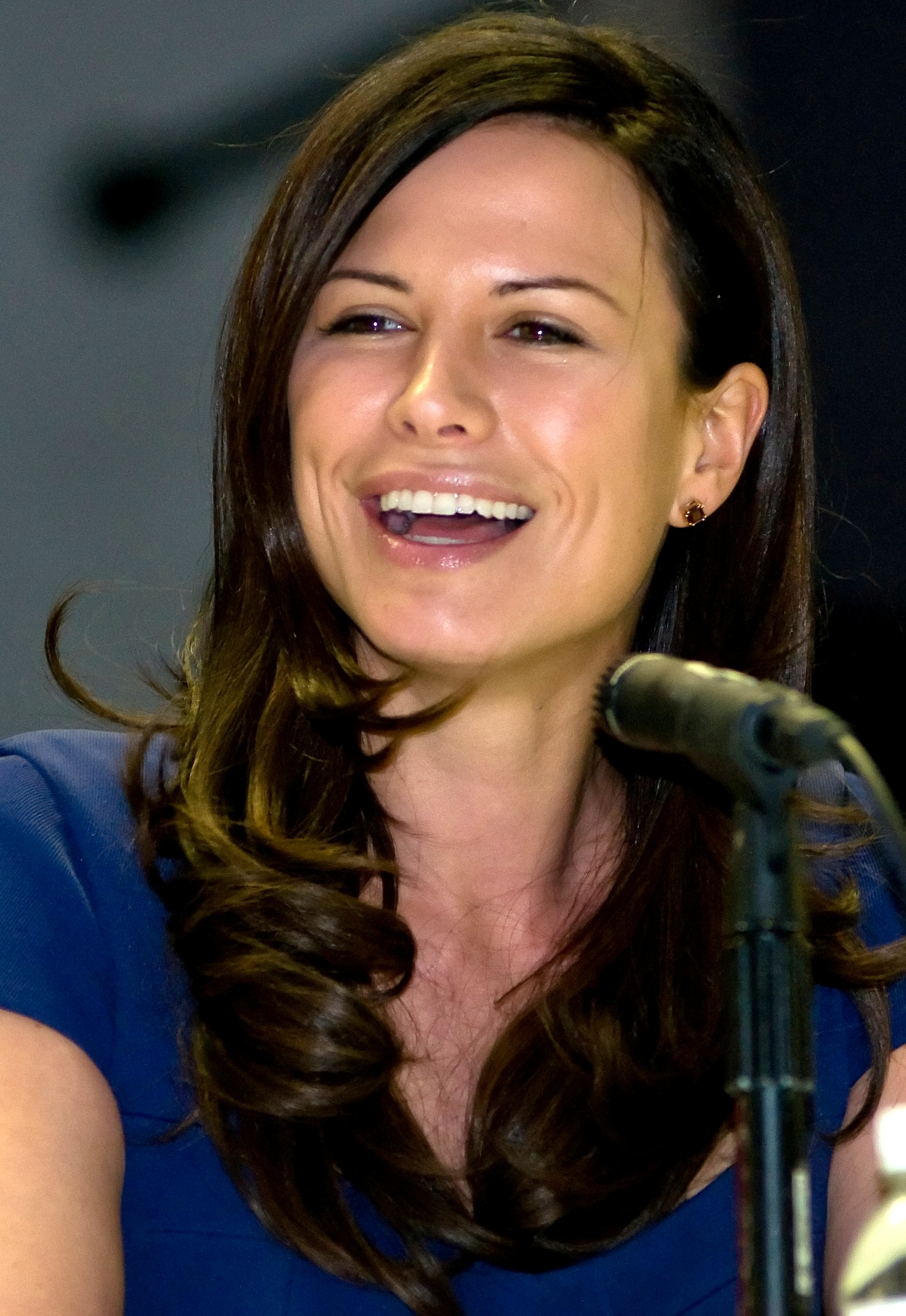
Rhona Mitra in Los Angeles (2009)

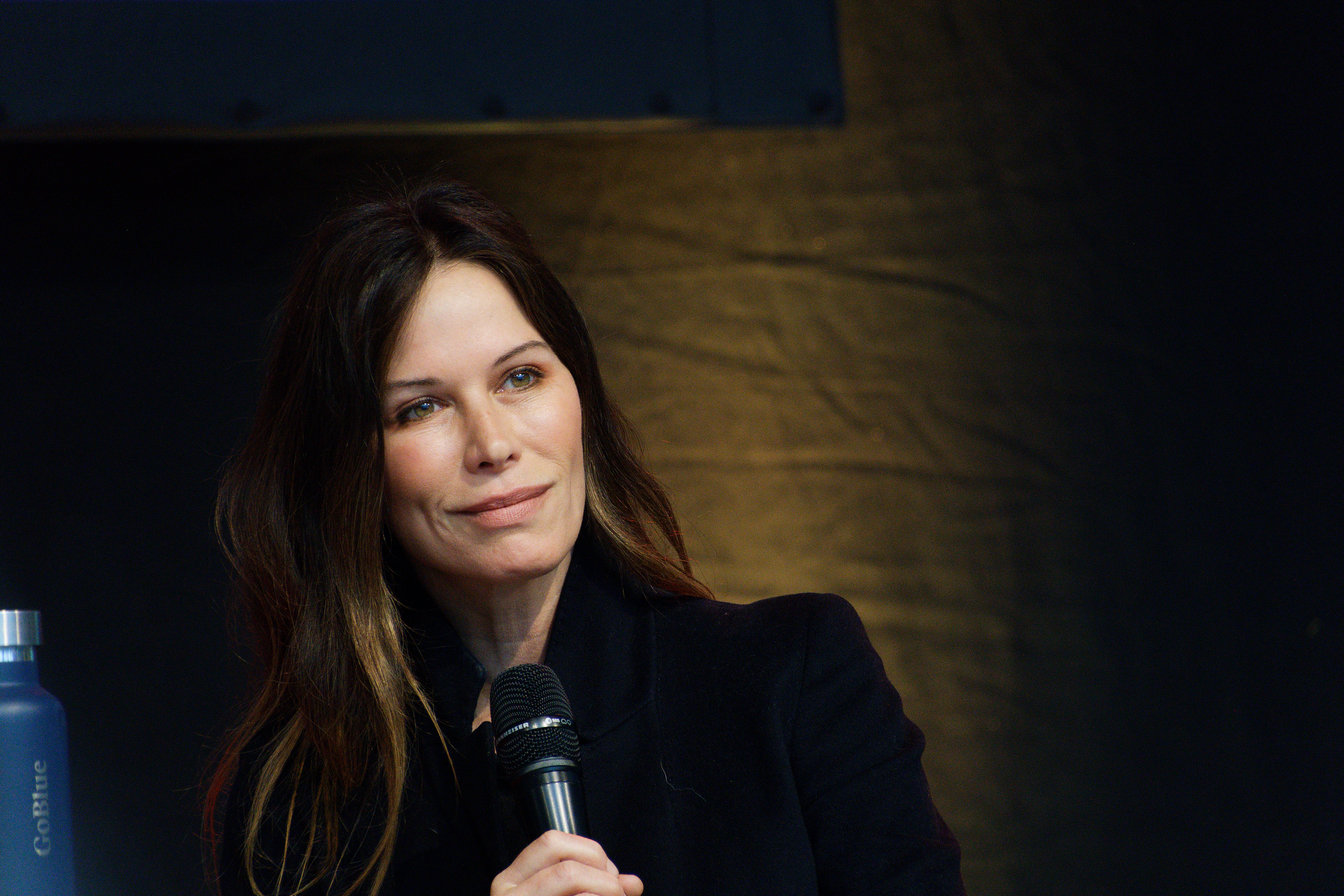
Rhona Mitra auf der Comic Con Germany 2023 in Stuttgart

Rhona Natasha Mitra (* 9. August 1976 in London) ist eine britische Schauspielerin. Sie begann ihre Karriere als Model und wurde 1997 als offizielles Double der Figur Lara Croft aus der Computerspielreihe Tomb Raider bekannt.

## Leben
Rhona Mitra ist die Tochter des indisch-/englischstämmigen Anthony und der Irin Nora Mitra, die sich 1984 scheiden ließen. Sie wurde im Londoner Stadtteil Paddington geboren. Ihre Karriere begann sie mit kleineren Fernseh- und Bühnenrollen und als Moderatorin einiger britischer Sendungen. Sehr bekannt wurde sie als lebende Vorlage der animierten Figur Lara Croft aus dem Computerspiel Tomb Raider. Zwischendurch belegte sie Schauspielunterricht, den sie aber nach einem Jahr abbrach.
1999 veröffentlichte Mitra unter dem Titel Lara Croft: Female Icon ein von David A. Stewart (Eurythmics) produziertes Album.
In der Fernsehserie Party of Five stand sie für zwölf Episoden als Holly Marie Beggins vor der Kamera. Im gleichen Jahr verkörperte Mitra die Königstochter Kyra in dem Fantasyfilm Beowulf. In dem Film geht sie eine Beziehung mit Beowulf, der von Christopher Lambert dargestellt wird, ein.
2000 war sie als Nachbarin von Sebastian Caine (Kevin Bacon) in dem Film Hollow Man – Unsichtbare Gefahr zu sehen. Als Geraldine stand sie in dem Actionfilm Get Carter – Die Wahrheit tut weh neben Sylvester Stallone als Jack Carter, Michael Caine als Cliff Brumby und Mickey Rourke als Cyrus Paice vor der Kamera.
Im Jahr 2002 stand sie für die Produktionen Ali G in da House und Sweet Home Alabama – Liebe auf Umwegen in kleinen Nebenrollen vor der Kamera. Sie war als Berlin im Film von Alan Parker, Das Leben des David Gale, mit Kevin Spacey als David Gale und Kate Winslet als Bitsey Bloom in Hauptrollen, zu sehen. Danach verkörperte Rhona Mitra die Anwältin Tara Wilson in der Anwaltsserie Practice – Die Anwälte in 22 Episoden, bevor sie in dessen Spin-off Boston Legal mit derselben Rolle in 20 Episoden zu sehen war.
In dem Fernsehfilm Spartacus spielte sie die Rolle Varinia neben Alan Bates. In der dritten Staffel der Dramaserie Nip/Tuck – Schönheit hat ihren Preis erhielt Mitra für fünf Folgen die Nebenrolle der Kit McGraw. In dem Mysterythriller Number 23 von Joel Schumacher spielte sie die Studentin Laura Tollins, die seit ihrem 23. Lebensjahr vermisst und von Walter Sparrow (Jim Carrey) getötet wurde. Im selben Jahr spielte sie an der Seite von Mark Wahlberg und Danny Glover in dem Action-Thriller Shooter von Antoine Fuqua die FBI-Agentin Alourdes Galindo.
In dem britischen Science-Fiction-Film Doomsday – Tag der Rache verkörperte Rhona Mitra die Hauptfigur Eden Sinclair neben Bob Hoskins als Bill Nelson. Im Jahr 2009 verkörperte sie in Underworld – Aufstand der Lykaner die Tochter Sonja des Vampirs Viktor (dargestellt durch Bill Nighy), die sich auf eine Liebesbeziehung mit dem Lykaner Lucian einlässt und von ihm schwanger wird. In der Fernsehserie The Gates war sie als Vampirin Claire Radcliff zu sehen. Von 2014 bis 2015 spielte sie eine Hauptrolle in der Serie The Last Ship. Es folgten vor allem verschiedene Filmproduktionen un gelgetliche Serienauftritte. Ihr Schaffen umfasst mehr als 40 Produktionen.

## Filmografie
- 1995: Ghostbusters of East Finchley (Fernsehserie, Folge 1x05)
- 1996: The Bill (Fernsehserie, Folge 12x06 Outer)
- 1997: Lust for Glorious (Fernsehfilm)
- 1997: The Man Who Made Husbands Jealous (Fernsehminiserie)
- 1998: Aladdin und der Wunderknabe (A Kid in Aladdin’s Palace)
- 1998: Croupier – Das tödliche Spiel mit dem Glück (Croupier)
- 1998: Monk Dawson
- 1999: How to Breed Gibbons (Kurzfilm)
- 1999: Beowulf
- 1999–2000: Party of Five (Fernsehserie, zwölf Folgen)
- 2000: Secret Agent Man (Fernsehserie, Folge 1x05 Entblößt)
- 2000: Hollow Man – Unsichtbare Gefahr (Hollow Man)
- 2000: Get Carter – Die Wahrheit tut weh (Get Carter)
- 2000–2001: Gideon’s Crossing (Fernsehserie, 20 Folgen)
- 2002: Ali G in da House (Ali G Indahouse)
- 2002: Sweet Home Alabama – Liebe auf Umwegen (Sweet Home Alabama)
- 2003: Das Leben des David Gale (The Life of David Gale)
- 2003: Unzertrennlich (Stuck On You)
- 2004: Highwaymen
- 2003–2004: Practice – Die Anwälte (Practice, Fernsehserie, 22 Folgen)
- 2004: Spartacus (Fernsehfilm)
- 2004–2005: Boston Legal (Fernsehserie, 20 Folgen)
- 2005: Nip/Tuck – Schönheit hat ihren Preis (Nip/Tuck, Fernsehserie, fünf Folgen)
- 2006: Skinwalkers
- 2007: Number 23 (The Number 23)
- 2007: Shooter
- 2008: Doomsday – Tag der Rache (Doomsday)
- 2009: Underworld – Aufstand der Lykaner (Underworld: Rise of the Lycans)
- 2009: Separation City – Stadt der Untreuen (Separation City)
- 2009: Stolen Lives
- 2010: Stargate Universe (Fernsehserie, drei Folgen)
- 2010: Reuniting the Rubins
- 2010: The Gates (Fernsehserie, 13 Folgen)
- 2012: Crisis Point (Fernsehfilm)
- 2012–2013: Strike Back (Fernsehserie, 14 Folgen)
- 2014: The Loft
- 2014–2015: The Last Ship (Fernsehserie, 23 Folgen)
- 2016: Hard Target 2
- 2017: The Strain (Fernsehserie, vier Folgen)
- 2018: Game Over, Man!
- 2018: The Fight
- 2018: Supergirl (Fernsehserie, vier Folgen)
- 2020: Archive
- 2020: Skylines
- 2022: Prisoners of Paradise
- 2022: The Other Me
- 2024: Hounds of War
- 2025: Red Sonja